# Listă de filme de comedie din anii 1980
Aceasta este o listă de filme de comedie din anii 1980.
| 1980                            |                                          | |                            |                           |  |
| 'Airplane!'                     | Jim Abrahams, David Zucker, Jerry Zucker | Robert Hays, Julie Hagerty, Robert Stack, Leslie Nielsen, Peter Graves, Kareem Abdul-Jabbar, Lorna Patterson, Lloyd Bridges, Ethel Merman | Statele Unite ale Americii | A spoof of Disaster films |  |
| 'Caddyshack'                    | Harold Ramis                             | Chevy Chase, Rodney Dangerfield, Ted Knight, Michael O'Keefe, Bill Murray, Sarah Holcomb, Scott Colomby, Cindy Morgan, Dan Resin, Henry Wilcoxon, Elaine Aiken, Albert Salmi, Ann Ryerson, Brian Doyle-Murray, Hamilton Mitchell                        | Statele Unite ale Americii |                           |  |
| 'Melvin and Howard'             | Jonathan Demme                           | Paul Le Mat, Mary Steenburgen, Pamela Reed, Jason Robards | Statele Unite ale Americii | Comedy-drama              |  |
| 'History of the World, Part I'  | Mel Brooks                               | Mel Brooks, Dom DeLuise, Madeline Kahn, Harvey Korman, Cloris Leachman, Ron Carey, Gregory Hines, Pamela Stephenson, Spike Milligan, Shecky Greene, Sid Caesar, Mary-Margaret Humes, Orson Welles, Hugh Hefner, Barry Levinson, John Hurt, Andrew Sachs | Statele Unite ale Americii |                           |  |
| 1981                            |                                          | |                            |                           |  |
| 'Stripes'                       | Ivan Reitman                             | Bill Murray, Harold Ramis, Warren Oates, P. J. Soles, John Candy, John Laroquette, Judge Reinhold | Statele Unite ale Americii |                           |  |
| 1982                            |                                          | |                            |                           |  |
| 'Airplane II: The Sequel'       | Ken Finkleman                            | Robert Hays, Julie Hagerty, Peter Graves, Lloyd Bridges, Chad Everett | Statele Unite ale Americii |                           |  |
| 1983                            |                                          | |                            |                           |  |
| 'Strange Brew'                  | Rick Moranis, Dave Thomas                | Rick Moranis, Dave Thomas, Max von Sydow, Paul Dooley, Lynne Griffin | Canada                     |                           |  |
| 1984                            |                                          | |                            |                           |  |
| 'Ghostbusters'                  | Ivan Reitman                             | Bill Murray, Dan Aykroyd, Sigourney Weaver, Harold Ramis, Rick Moranis, Annie Potts, William Atherton, Ernie Hudson, David Margulies, Steven Tash, Jennifer Runyon, Slavitza Jovan, Michael Ensign, Alice Drummond, Jordan Charney                      | Statele Unite ale Americii |                           |  |
| 'Gremlins'                      | Joe Dante                                | Zach Galligan, Phoebe Cates, Hoyt Axton | Statele Unite ale Americii |                           |  |
| 'Repo Man'                      | Alex Cox                                 | Emilio Estevez, Harry Dean Stanton | Statele Unite ale Americii |                           |  |
| 'Splash'                        | Ron Howard                               | Tom Hanks, Daryl Hannah, John Candy, Eugene Levy | Statele Unite ale Americii |                           |  |
| 'This is Spinal Tap'            | Rob Reiner                               | Michael McKean, Christopher Guest, Harry Shearer, Rob Reiner | Statele Unite ale Americii |                           |  |
| 'Top Secret!'                   | Jim Abrahams, David Zucker, Jerry Zucker | Val Kilmer, Lucy Gutteridge, Omar Sharif, Peter Cushing, Michael Gough | Statele Unite ale Americii |                           |  |
| 1985                            |                                          | |                            |                           |  |
| 'O noapte ciudată'              | Martin Scorsese                          | Griffin Dunne, Rosanna Arquette și Teri Garr | Statele Unite ale Americii |                           |  |
| 'Back to the Future'            | Robert Zemeckis                          | Michael J. Fox, Christopher Lloyd, Lea Thompson, Crispin Glover, Thomas F. Wilson, Claudia Wells, Marc McClure, Wendie Jo Sperber, George DiCenzo, Frances Lee McCain, James Tolkan, J. J. Cohen, Casey Siemaszko, Billy Zane, Harry Waters, Jr.        | Statele Unite ale Americii |                           |  |
| 'The Goonies'                   | Richard Donner                           | Sean Astin, Josh Brolin, Jeff Cohen, Corey Feldman, Kerri Green, Martha Plimpton, Jonathan Ke Quan, John Mutuszak, Robert Davi, Joe Pantoliano, Anne Ramsey, Lupe Ontiveros, Mary Ellen Trainor, Keith Walker, Curtis Hanson                            | Statele Unite ale Americii |                           |  |
| 'Summer Rental'                 | Carl Reiner                              | John Candy, Karen Austin, Rip Torn, Richard Crenna | Statele Unite ale Americii |                           |  |
| 'Pee-wee's Big Adventure'       | Tim Burton                               | Paul Reubens, Elizabeth Daily, Mark Holton, Diane Salinger, Judd Omen, Irving Hellman, Monte Landis, Damon Martin, David Glasser, Gregory Brown, Mark Everett, Daryl Roach, Bill Cable, Peter Looney, Starletta DuPois                                  | Statele Unite ale Americii |                           |  |
| 1986                            |                                          | |                            |                           |  |
| 'Down and Out in Beverly Hills' | Paul Mazursky                            | Nick Nolte, Bette Midler, Richard Dreyfuss | Statele Unite ale Americii |                           |  |
| 'Ruthless People'               | Jim Abrahams, David Zucker, Jerry Zucker | Danny DeVito, Bette Midler, Judge Reinhold, Helen Slater | Statele Unite ale Americii |                           |  |
| 1987                            |                                          | |                            |                           |  |
| 'Spaceballs'                    | Mel Brooks                               | Mel Brooks, Rick Moranis, Bill Pullman, Daphne Zuniga, John Candy, George Wyner, Joan Rivers, Dick Van Patten, Michael Winslow, Lorene Yarnell, John Hurt, Sal Viscuso, Ronny Graham, Jim J. Bullock, Leslie Bevis                                      | Statele Unite ale Americii |                           |  |
| 1988                            |                                          | |                            |                           |  |
| 'Beetlejuice'                   | Tim Burton                               | Alec Baldwin, Geena Davis, Annie McEnroe, Maurice Page, Hugo Stanger, Michael Keaton, Rachel Mittelman, Catherine O'Hara, J. Jay Saunders, Mark Ettlinger, Jeffrey Jones, Winona Ryder, Glenn Shadix, Patrice Martinez, Cindy Daly                      | Statele Unite ale Americii |                           |  |
| 1989                            |                                          | |                            |                           |  |
| 'Back to the Future Part II'    | Robert Zemeckis                          | Michael J. Fox, Christopher Lloyd, Lea Thompson, Thomas F. Wilson, Elisabeth Shue, James Tolkan, Jeffrey Weissman, Casey Siemaszko, Billy Zane, J.J. Cohen, Charles Fleischer, E. Casanova Evans, Jay Koch, Charles Gherardi, Ricky Dean Logan          | Statele Unite ale Americii |                           |  |
| 'Ghostbusters II'               | Ivan Reitman                             | Bill Murray, Dan Aykroyd, Sigourney Weaver, Harold Ramis, Rick Moranis, Ernie Hudson, Annie Potts, Peter MacNicol, Harris Yulin, David Margulies, Kurt Fuller, Janet Margolin, Wilhelm von Homburg, William T. Deutschendorf, Henry J. Deutschensorf    | Statele Unite ale Americii |                           |  |

## Anii 1980

### 1980
| - Airplane! - Any Which Way You Can - The Blues Brothers - Caddyshack - Can't Stop the Music - Cheech and Chong's Next Movie - Galaxina - Hopscotch - How to Beat the High Co$t of Living - The Last Married Couple in America - Little Darlings | - Melvin and Howard - Midnight Madness - Nine to Five - The Nude Bomb - Private Benjamin - The Private Eyes - Seems Like Old Times - Serial - Smokey and the Bandit II - Stardust Memories - Stir Crazy - The Stunt Man - Up the Academy |

### 1981
| - All Night Long - Arthur - Cannonball Run - Carbon Copy - Caveman - Hardly Working - The Incredible Shrinking Woman - Modern Problems | - Polyester - Private Lessons - Shock Treatment - Stripes - Take This Job and Shove It - Under the Rainbow - History of the World, Part I |

### 1982
| - 48 Hours - Airplane II: The Sequel - Creepshow - Dead Men Don't Wear Plaid - Diner - E.T. the Extra-Terrestrial - Eating Raoul - Fast Times at Ridgemont High - It Came From Hollywood - Jinxed! - My Favorite Year | - Night Shift - Pandemonium - Porky's - They Call Me Bruce? - Tootsie - The Toy - Trail of the Pink Panther - Victor Victoria - The World According to Garp - Zapped! |

### 1983
| - A Christmas Story - Curse of the Pink Panther - D.C. Cab - Deal of the Century - Doctor Detroit - Losin' It - The Man Who Loved Women - Omul cu doi creieri (The Man With Two Brains) | - Mr. Mom - National Lampoon's Vacation - Reuben, Reuben - Risky Business - Smokey and the Bandit Part 3 - Strange Brew - To Be or Not to Be - Trading Places - Valley Girl |

### 1984
| - All of Me - Bachelor Party - Beverly Hills Cop - Cannonball Run II - City Heat - Ghostbusters - Gremlins - The Ice Pirates - Irreconcilable Differences - Kidco - The Lonely Guy - Micki + Maude - Nothing Lasts Forever | - Police Academy - Protocol - Repo Man - Revenge of the Nerds - Rhinestone - Slapstick of Another Kind - Splash - Surf II - Teachers - Top Secret! - This Is Spinal Tap - Up the Creek |

### 1985
| - Back to the Future - Better Off Dead - Brewster's Millions - Clue - Cocoon - Fletch - Fraternity Vacation - Girls Just Want to Have Fun - The Goonies - Head Office - The Heavenly Kid - Into the Night - Just One of the Guys - Lost in America - Moving Violations | - Murphy's Romance - My Science Project - National Lampoon's European Vacation - Once Bitten - Pee Wee's Big Adventure - Police Academy 2: Their First Assignment - Porky's Revenge - Prizzi's Honor - Real Genius - Remo Williams: The Adventure Begins - Secret Admirer - Spies Like Us - Summer Rental - Teen Wolf - Weird Science |

### 1986
| - Armed and Dangerous - Back to School - The Best of Times - Big Trouble in Little China - The Class of Nuke 'Em High - Club Paradise - Down and Out in Beverly Hills - Ferris Bueller's Day Off - The Golden Child - Gung Ho - Hannah and Her Sisters - Haunted Honeymoon - Lucas - Modern Girls - The Money Pit | - Night of the Creeps - Nothing in Common - Odd Jobs - One Crazy Summer - One More Saturday Night - Peggy Sue Got Married - Police Academy 3: Back in Training - Ruthless People - Soul Man - Stewardess School - Tough Guys - ¡Three Amigos! - True Stories - Wildcats - Zeisters |

### 1987
| - Adventures in Babysitting - The Allnighter - Amazon Women on the Moon - Baby Boom - Back to the Beach - Beverly Hills Cop II - Born in East L.A. - Broadcast News - Cherry 2000 - Eddie Murphy Raw - Ernest Goes to Camp - Good Morning, Vietnam - Hunk - Ishtar - Leonard Part 6 - Making Mr. Right - Moonstruck - Morgan Stewart's Coming Home - Munchies | - Overboard - Planes, Trains & Automobiles - Police Academy 4: Citizens on Patrol - Radio Days - Raising Arizona - Rent-A-Cop - Revenge of the Nerds II: Nerds in Paradise - Roxanne - The Secret of My Success - Spaceballs - Street Trash - Summer School - Surrender - Teen Wolf Too - They Still Call Me Bruce - Three Men and a Baby - Three O'Clock High - The Witches of Eastwick |

### 1988
| - Arthur 2: On the Rocks - Beetlejuice - Big - Big Top Pee-wee - Bull Durham - Caddyshack II - Coming to America - Dangerous Curves - Dirty Rotten Scoundrels - Drowning by Numbers - Earth Girls Are Easy - Elvira, Mistress of the Dark - Ernest Saves Christmas - Feds - The Great Outdoors - Hairspray - Heathers - Honey, I Shrunk the Kids - I'm Gonna Git You Sucka | - Johnny Be Good - Killer Klowns from Outer Space - License to Drive - Married to the Mob - Midnight Run - Moving - My Stepmother Is an Alien - The Naked Gun: From the Files of Police Squad! - Police Academy 5: Assignment Miami Beach - Punchline - Scrooged - She's Having a Baby - Switching Channels - Tapeheads - Twins - Vibes - Who Framed Roger Rabbit - Working Girl |

### 1989
| - Back to the Future Part II - Bill and Ted's Excellent Adventure - The Burbs - Cannibal Women in the Avocado Jungle of Death - Cookie - Dad - Dream a Little Dream - The Dream Team - Family Business - Flesh Gordon Meets the Cosmic Cheerleaders - Ghostbusters II - Going Overboard - Harlem Nights - Honey, I Shrunk the Kids - Identity Crisis - K-9 - Let It Ride | - Look Who's Talking - Major League - Meet The Feebles - National Lampoon's Christmas Vacation - Parenthood - Police Academy 6: City Under Siege - Roger & Me (documentary) - See No Evil, Hear No Evil - She's Out of Control - True Love - Turner & Hooch - UHF - Uncle Buck - The War of the Roses - Vampire's Kiss - Weekend at Bernie's - When Harry Met Sally... - Who's Harry Crumb? |

### Filme britanice
- An American Werewolf in London (1981)
- Brazil (1985)
- Bullshot (1983)
- Clockwise (1986)
- Comfort and Joy (1984)
- Consuming Passions (1988)
- Educating Rita (1983)
- Erik the Viking (1989)
- A Fish Called Wanda (1988)
- George and Mildred (1980)
- Gregory's Girl (1980)
- High Hopes (1988)
- Invitation to the Wedding (1983)
- Jane and the Lost City (1988)
- Local Hero (1983)
- Loose Connections (1983)
- The Missionary (1983)
- Monty Python's The Meaning of Life (1983)
- Morons from Outer Space (1985)
- Personal Services (1987)
- A Private Function (1984)
- Privates on Parade (1982)
- Restless Natives (1985)
- Rising Damp (1980)
- Shirley Valentine (1989)
- The Tall Guy (1989)
- Time Bandits (1981)
- Victor Victoria (1982)
- Water (1985)
- Wish You Were Here (1987)
- Withnail and I (1987)

## Comedie-horror
1981
- An American Werewolf in London
- Full Moon High
- The Funhouse
- Motel Hell

1982
- Basket Case
- Big Meat Eater
- Hysterical

1983
- Bloodbath at the House of Death

1984
- Gremlins
- The Toxic Avenger

1985
- Fright Night
- Mr. Vampire
- Once Bitten
- Re-Animator
- Return of the Living Dead

1986
- Class of Nuke 'Em High
- Critters
- From Beyond
- Haunted Honeymoon
- House
- Little Shop of Horrors
- Night of the Creeps
- Vamp

1987
- Bad Taste
- Evil Dead II
- House II: The Second Story
- I Was a Teenage Zombie
- Elvira, Mistress of the Dark
- The Monster Squad
- Deathrow Gameshow

1988
- Beetlejuice
- Killer Klowns from Outer Space
- The Lair of the White Worm
- Return of the Living Dead Part II
- Waxwork
- High Spirits
- Curse of the Queerwolf
- My Best Friend Is a Vampire
- Night of the Demons

1989
- Cannibal Women in the Avocado Jungle of Death
- Chopper Chicks in Zombietown
- Cutting Class
- Dr.Caligari
- My Mom's a Werewolf
- Over-sexed Rugsuckers from Mars
- The Toxic Avenger, Part 2
- The Toxic Avenger Part III: The Last Temptation of Toxie
- Out of the Dark (1989 film)

## Comedie SF
- Airplane II: The Sequel
- Back to the Future (1985)
- Bill & Ted's Excellent Adventure (1989)
- Cherry 2000 (1987)
- The Creature Wasn't Nice, aka Naked Space (1983)
  - Critters (1986)
  - Critters 2: The Main Course (1988)
- Earth Girls Are Easy (1988)
- Galaxina (1980)
- Ghostbusters (1984)
- Ghostbusters II (1989)
- Honey, I Shrunk the Kids (1989)
- The Ice Pirates (1984)
- The Incredible Shrinking Woman (1981)
- Innerspace (1987)
- Jekyll and Hyde... Together Again (1982)
- Killer Klowns from Outer Space (1988)
- Making Mr. Right (1987)
- The Man with Two Brains (1983)
- Morons from Outer Space (1985)
- My Science Project (1985)
- Night of the Comet (1984)
- Repo Man (1984)
- Real Genius (1985)
- Seksmisja (Polish, 1984)
- Slapstick of Another Kind (1982)
- Spaceballs (1987)
- Time Bandits (1981)
- Weird Science (1985)

## Comedie-dramă
- Melvin and Howard (1980)
- Private Benjamin (1980)
- Cannery Row (1982)
- 48 Hrs. (1982)
- Born in Flames (1983)
- Grandview, U.S.A. (1984)
- Samson & Sally - Song of the Whales (1984)
- Teachers (1984)
- The Breakfast Club (1985)
- Prizzi's Honor (1985)
- Le Déclin de l'empire américain (1986)
- About Last Night... (1986)
- Ménage (1986)
- Nothing in Common (1986)
- Bagdad Café (1987)
- Punchline (1988)
- Working Girl (1988)
- Always (1989)
- Driving Miss Daisy (1989)
- My 20th Century (1989)

## Parodii
- Agentti 000 ja kuoleman kurvit (1983)
- Airplane! (1980)
- Airplane II: The Sequel (1982)
- Chucky and Willie Wanker's Chocolate Starfish (1984)
- Amazon Women on the Moon (1987)
- Closet Cases of the Nerd Kind
- I'm Gonna Git You Sucka (1988)
- Johnny Dangerously 1984
- The Naked Gun: From the Files of Police Squad! (1988)
- Night of the Comet (1984)
- Spaceballs (1987)
- Top Secret! (1984)
- UHF (1989)
- Zapped! (1982)
- History of the World Part 1

## Filme neozeelandeze
- Nutcase (1980)